# Aegyptobia
Aegyptobia är ett släkte av spindeldjur. Aegyptobia ingår i familjen Tenuipalpidae.

## Dottertaxa tillAegyptobia, i alfabetisk ordning[1]
- Aegyptobia abuzabiensis
- Aegyptobia acacia
- Aegyptobia aletes
- Aegyptobia aliartensis
- Aegyptobia allionia
- Aegyptobia alpinensis
- Aegyptobia ambrosiae
- Aegyptobia antenostoma
- Aegyptobia aplopappi
- Aegyptobia arbutusae
- Aegyptobia arenaria
- Aegyptobia arizonensis
- Aegyptobia baccharis
- Aegyptobia baptus
- Aegyptobia beglarovi
- Aegyptobia bibbyi
- Aegyptobia cactaceae
- Aegyptobia cactorum
- Aegyptobia campsis
- Aegyptobia cassiae
- Aegyptobia cedermontana
- Aegyptobia changi
- Aegyptobia crotonae
- Aegyptobia cupressus
- Aegyptobia curtipilis
- Aegyptobia daneshvari
- Aegyptobia delfinadae
- Aegyptobia desertorum
- Aegyptobia edenvillensis
- Aegyptobia ephedrae
- Aegyptobia eremia
- Aegyptobia ericae
- Aegyptobia eriogonum
- Aegyptobia euphratica
- Aegyptobia exarata
- Aegyptobia fallugia
- Aegyptobia flourensia
- Aegyptobia forma
- Aegyptobia franseriae
- Aegyptobia glyptus
- Aegyptobia hamus
- Aegyptobia haplopappus
- Aegyptobia hefeiensis
- Aegyptobia hymenocleae
- Aegyptobia incarnata
- Aegyptobia karystensis
- Aegyptobia kerkyrae
- Aegyptobia kharazii
- Aegyptobia lacida
- Aegyptobia leiahensis
- Aegyptobia lineati
- Aegyptobia macswaini
- Aegyptobia mccormicki
- Aegyptobia menoni
- Aegyptobia mesopotamiensis
- Aegyptobia meyerae
- Aegyptobia monacanthae
- Aegyptobia monitus
- Aegyptobia montana
- Aegyptobia nasicornensis
- Aegyptobia neobaptus
- Aegyptobia nina
- Aegyptobia nomus
- Aegyptobia nothus
- Aegyptobia nummulus
- Aegyptobia odontopilis
- Aegyptobia parcus
- Aegyptobia pavlovskii
- Aegyptobia pennatulae
- Aegyptobia perscia
- Aegyptobia physalis
- Aegyptobia pomaderrisae
- Aegyptobia populus
- Aegyptobia prolixa
- Aegyptobia pseudoleptoides
- Aegyptobia pyramidi
- Aegyptobia salicicola
- Aegyptobia salixi
- Aegyptobia salubris
- Aegyptobia sayedi
- Aegyptobia semper
- Aegyptobia sohanraensis
- Aegyptobia solanum
- Aegyptobia thujae
- Aegyptobia torreyi
- Aegyptobia tragardhi
- Aegyptobia ueckermanni
- Aegyptobia wainsteini
- Aegyptobia vannus
- Aegyptobia villiensis
- Aegyptobia xerophilus
- Aegyptobia xinjiangensis
- Aegyptobia zaitzevi